# To nie był film
To nie był film – jedenasty singel polskiej grupy rockowej Myslovitz (trzeci z albumu Z rozmyślań przy śniadaniu), wydany w październiku 1998. Utwór wykorzystano w ścieżce dźwiękowej filmu Młode wilki 1/2.
Nagrań dokonano w studiu Radia Gdańsk w maju 1997.
Do utworu nakręcono teledysk, w reżyserii Wojciecha Smarzowskiego. W 1998 wideoklip otrzymał „Fryderyka” w kategorii teledysk roku.

## Kontrowersje
Utwór wzbudził wiele kontrowersji ze względu na tekst Przemysława Myszora. Treść tekstu piosenki stanowią wyznania młodocianego zabójcy, który chłodno opisuje zbrodnię, którą popełnił, utrzymując, że inspirował się obejrzanymi filmami. W swych planach nie uwzględnia konsekwencji swego czynu, pragnie wyłącznie porównać się z bohaterami filmowymi. Tekst utworu został odebrany niejednoznacznie: wiele stacji radiowych nie umieściło utworu na swoich playlistach, krytycy twierdzili, że zarówno tematyka, jak i treść utworu jest zbyt drastyczna.

## Lista utworów
Na podstawie
1. „To nie był film” – 3:34
2. „To nie był film” (playback) – 3:36
3. „To nie był film” (demo) – 3:24